# 117413 Ramonycajal
Ramonycajal (asteróide 117413) é um asteróide da cintura principal, a 2,0805123 UA. Possui uma excentricidade de 0,1350289 e um período orbital de 1 362,54 dias (3,73 anos).
Ramonycajal tem uma velocidade orbital média de 19,20473883 km/s e uma inclinação de 2,25428º.
Este asteróide foi descoberto em 8 de Janeiro de 2005 por Juan Lacruz.